# Міхелович Тевій Мойсейович
Тевій Мойсейович Міхелович (1896 — 12 грудня 1920, місто Бердянськ, тепер Запорізької області) — радянський партійний діяч, голова Чернігівського губернського революційного комітету, голова Чернігівського губернського комітету КП(б)У.

## Біографія
Навчався в Харківському ветеринарному інституті.
Член РСДРП(б) з 1917 року.
У 1917 році — член Олександрівської ради робітничих і солдатських депутатів, голова Олександрівського комітету РСДРП(б). Один з керівників збройного повстання 1917 року в місті Олександрівську (тепер — Запоріжжя).
У січні — квітні 1918 року — голова Олександрівського військово-революційного комітету, голова виконавчого комітету Олександрівської повітової ради Катеринославської губернії.
У 1918—1919 роках — у Червоній армії. У липні — листопаді 1919 року — військовий комісар 58-ї стрілецької дивізії 12-ї армії РСЧА, воював проти білогвардійських військ генерала Денікіна.
У листопаді — грудні 1919 року — член і заступник голови Чернігівського губернського революційного комітету.
У грудні 1919 — 7 лютого 1920 року — голова Чернігівського губернського революційного комітету. З 3 по 14 січня 1920 року — голова Чернігівського губернського комітету КП(б)У.
У березні — квітні 1920 року — член Президії Донецького губернського революційного комітету; член Президії і заступник голови виконавчого комітету Донецької губернської ради.
У 1920 році — у Червоній армії: військовий комісар 46-ї стрілецької дивізії РСЧА. Воював проти білогвардійських військ барона Врангеля в Північній Таврії.
У жовтні — 12 грудня 1920 року — голова Бердянського повітового революційного комітету; голова виконавчого комітету Бердянської повітової ради Олександрівської губернії.
Загинув 12 грудня 1920 року під час атаки військ Нестора Махна на місто Бердянськ.